# 1051 Merope
1051 Merope è un asteroide della fascia principale del diametro medio di circa 67,21 km. Scoperto nel 1925, presenta un'orbita caratterizzata da un semiasse maggiore pari a 3,2182398 UA e da un'eccentricità di 0,0953300, inclinata di 23,45218° rispetto all'eclittica. Ha un diametro di 60,439 km e un periodo di rotazione di 13,71 ore.
L'asteroide prende il nome da Merope, una delle Pleiadi.